# Rally dell'Acropoli 2012
Il Rally dell'Acropoli, che si è corso dal 25 al 27 maggio, è stato il sesto della stagione 2012 e ha registrato la vittoria di Sébastien Loeb.

## Risultati

### Classifica
| Pos      | Pilota              | Co-pilota        | Auto                       | Tempo     | Distacco  | Punti    |
| Generale | Generale            | Generale         | Generale                   | Generale  | Generale  | Generale |
| -------- | ------------------- | ---------------- | -------------------------- | --------- | --------- | -------- |
| 1.       | Sébastien Loeb      | Daniel Elena     | Citroën DS3 WRC            | 4:42:03.3 | 0.0       | 28       |
| 2.       | Mikko Hirvonen      | Jarmo Lehtinen   | Citroën DS3 WRC            | 4:42:43.3 | 40.0      | 19       |
| 3.       | Jari-Matti Latvala  | Miikka Anttila   | Ford Fiesta RS WRC         | 4:45:08.1 | 3:04.8    | 17       |
| 4.       | Mads Østberg        | Jonas Andersson  | Ford Fiesta RS WRC         | 4:48:19.7 | 6:16.4    | 12       |
| 5.       | Martin Prokop       | Zdeněk Hrůza     | Ford Fiesta RS WRC         | 4:49:49.8 | 7:46.5    | 10       |
| 6.       | Thierry Neuville    | Nicolas Gilsoul  | Citroën DS3 WRC            | 4:51:44.7 | 9:41.4    | 8        |
| 7.       | Sébastien Ogier     | Julien Ingrassia | Škoda Fabia S2000          | 4:55:03.2 | 12:59.9   | 6        |
| 8.       | Yazeed Al-Rajhi     | Michael Orr      | Ford Fiesta RRC            | 5:02:15.5 | 20:12.2   | 4        |
| 9.       | Ott Tänak           | Kuldar Sikk      | Ford Fiesta RS WRC         | 5:05:22.2 | 23:18.9   | 2        |
| 10.      | Abdulaziz Al-Kuwari | Nicola Arena     | Mini John Cooper Works WRC | 5:10:43.8 | 28:40.5   | 1        |
| PWRC     |                     |                  |                            |           |           |          |
| 1. (14.) | Valeriy Gorban      | Andriy Nikolaev  | Mitsubishi Lancer Evo IX   | 5:22:57.6 | 0.0       | 25       |
| 2. (15.) | Subhan Aksa         | Jeff Judd        | Mitsubishi Lancer Evo X    | 5:26:15.1 | 3:17.5    | 18       |
| 3. (16.) | Ricardo Triviño     | Àlex Haro        | Subaru Impreza WRX STi     | 5:30:01.9 | 7:04.3    | 15       |
| 4. (19.) | Benito Guerra       | Borja Rozada     | Mitsubishi Lancer Evo X    | 5:51:14.3 | 28:16.7   | 12       |
| 5. (24.) | Lorenzo Bertelli    | Lorenzo Granai   | Subaru Impreza WRX STi     | 6:07:27.0 | 44:29.4   | 10       |
| 6. (29.) | Louise Cook         | Stefan Davis     | Ford Fiesta ST             | 6:39:02.2 | 1:16:04.6 | 8        |

### Prove speciali
| Giorno                    | Prova | Ora   | Nome                       | Lunghezza | Vincitore          | Tempo   | V. media    | Leader del rally   |
| ------------------------- | ----- | ----- | -------------------------- | --------- | ------------------ | ------- | ----------- | ------------------ |
| Frazione 1 (24–25 maggio) | PS1   | 18:28 | Kineta                     | 25.24 km  | Jari-Matti Latvala | 17:38.0 | 85.88 km/h  | Jari-Matti Latvala |
| Frazione 1 (24–25 maggio) | PS2   | 6:53  | Aghia Marina               | 13.80 km  | Jari-Matti Latvala | 9:38.7  | 85.84 km/h  | Jari-Matti Latvala |
| Frazione 1 (24–25 maggio) | PS3   | 8:31  | Thiva 1                    | 23.60 km  | Jari-Matti Latvala | 16:06.3 | 87.92 km/h  | Jari-Matti Latvala |
| Frazione 1 (24–25 maggio) | PS4   | 10:20 | Elikonas 1                 | 19.89 km  | Petter Solberg     | 14:05.9 | 84.64 km/h  | Sébastien Loeb     |
| Frazione 1 (24–25 maggio) | PS5   | 12:25 | Bauxites 1                 | 23.17 km  | Mikko Hirvonen     | 14:08.9 | 98.25 km/h  | Sébastien Loeb     |
| Frazione 1 (24–25 maggio) | PS6   | 13:19 | Drossohori                 | 22.00 km  | Sébastien Loeb     | 18:13.4 | 72.43 km/h  | Sébastien Loeb     |
| Frazione 1 (24–25 maggio) | PS7   | 15:22 | Bauxites 2                 | 23.17 km  | Jari-Matti Latvala | 13:48.9 | 100.62 km/h | Sébastien Loeb     |
| Frazione 1 (24–25 maggio) | PS8   | 17:05 | Elikonas 2                 | 19.89 km  | Petter Solberg     | 13:42.1 | 87.09 km/h  | Sébastien Loeb     |
| Frazione 1 (24–25 maggio) | PS9   | 18:50 | Thiva 2                    | 23.60 km  | Jari-Matti Latvala | 16:20.3 | 86.67 km/h  | Sébastien Loeb     |
| Frazione 2 (26 maggio)    | PS10  | 8:38  | Klenia Mycenae 1           | 17.41 km  | Sébastien Loeb     | 11:24.2 | 91.60 km/h  | Sébastien Loeb     |
| Frazione 2 (26 maggio)    | PS11  | 9:45  | Ghymno 1                   | 17.61 km  | Jari-Matti Latvala | 12:38.0 | 83.64 km/h  | Sébastien Loeb     |
| Frazione 2 (26 maggio)    | PS12  | 10:40 | Kefalari 1                 | 18.40 km  | Jari-Matti Latvala | 13:18.8 | 82.92 km/h  | Sébastien Loeb     |
| Frazione 2 (26 maggio)    | PS13  | 12:06 | Ziria 1                    | 21.36 km  | Sébastien Loeb     | 13:02.9 | 98.22 km/h  | Sébastien Loeb     |
| Frazione 2 (26 maggio)    | PS14  | 15:17 | Klenia Mycenae 2           | 17.41 km  | Sébastien Loeb     | 11:15.8 | 92.74 km/h  | Sébastien Loeb     |
| Frazione 2 (26 maggio)    | SS15  | P6:24 | Ghymno 2                   | 17.61 km  | Petter Solberg     | 12:36.7 | 83.77 km/h  | Sébastien Loeb     |
| Frazione 2 (26 maggio)    | PS16  | 17:19 | Kefalari 2                 | 18.40 km  | Petter Solberg     | 14:07.7 | 78.14 km/h  | Sébastien Loeb     |
| Frazione 2 (26 maggio)    | PS17  | 18:45 | Ziria 2                    | 21.36 km  | Petter Solberg     | 13:29.3 | 95.01 km/h  | Sébastien Loeb     |
| Frazione 3 (27 maggio)    | PS18  | 9:14  | Aghii Theodori 1           | 19.42 km  | Jari-Matti Latvala | 12:42.0 | 91.75 km/h  | Sébastien Loeb     |
| Frazione 3 (27 maggio)    | PS19  | 9:45  | New Pissia 1               | 11.37 km  | Sébastien Loeb     | 8:13.7  | 82.91 km/h  | Sébastien Loeb     |
| Frazione 3 (27 maggio)    | PS20  | 11:57 | Aghii Theodori 2           | 19.42 km  | Jari-Matti Latvala | 12:39.6 | 92.04 km/h  | Sébastien Loeb     |
| Frazione 3 (27 maggio)    | PS21  | 12:28 | New Pissia 2               | 11.37 km  | Jari-Matti Latvala | 8:09.7  | 83.59 km/h  | Sébastien Loeb     |
| Frazione 3 (27 maggio)    | PS22  | 14:11 | New Loutraki (Power stage) | 3.97 km   | Sébastien Loeb     | 2:21.8  | 100.8 km/h  | Sébastien Loeb     |

### Power Stage
| Pos | Pilota             | Tempo  | Distacco | V. media   | Punti |
| --- | ------------------ | ------ | -------- | ---------- | ----- |
| 1   | Sébastien Loeb     | 2:21.8 | 0.0      | 100.8 km/h | 3     |
| 2   | Jari-Matti Latvala | 2:22.4 | 0.6      | 100.4 km/h | 2     |
| 3   | Mikko Hirvonen     | 2:23.1 | 1.3      | 99.9 km/h  | 1     |

## Classifiche Mondiali

### Piloti
| Pos | Pilota                   | Punti |
| --- | ------------------------ | ----- |
| 1   | Sébastien Loeb           | 119   |
| 2   | Mikko Hirvonen           | 89    |
| 3   | Mads Østberg             | 80    |
| 4   | Petter Solberg           | 73    |
| 5   | Jari-Matti Latvala       | 45    |
| 6   | Evgeny Novikov           | 43    |
| 7   | Martin Prokop            | 36    |
| 8   | Nasser Al-Attiyah        | 23    |
| 9   | Thierry Neuville         | 22    |
| 10  | Sébastien Ogier          | 22    |
| 11  | Dani Sordo               | 21    |
| 12  | Ott Tänak                | 18    |
| 13  | François Delecour        | 8     |
| 14  | Dennis Kuipers           | 8     |
| 15  | Armindo Araújo           | 7     |
| 16  | Pierre Campana           | 6     |
| 17  | Henning Solberg          | 6     |
| 18  | Yazeed Al-Rahji          | 4     |
| 19  | Patrik Sandell           | 4     |
| 20  | Ken Block                | 2     |
| 21  | Jari Ketomaa             | 2     |
| 22  | Eyvind Brynildsen        | 1     |
| 23  | Ricardo Triviño          | 1     |
| 24  | Peter van Merksteijn Jr. | 1     |
| 25  | Abdulaziz Al-Kuwari      | 1     |

### Costruttori
| Pos | Team                                  | Punti |
| --- | ------------------------------------- | ----- |
| 1   | Citroën Total World Rally Team        | 194   |
| 2   | Ford World Rally Team                 | 121   |
| 3   | M-Sport Stobart Ford World Rally Team | 91    |
| 4   | Citroën Junior World Rally Team       | 42    |
| 5   | Qatar World Rally Team                | 37    |
| 6   | Adapta World Rally Team               | 27    |
| 7   | Mini WRC Team                         | 26    |
| 8   | WRC Team Mini Portugal                | 10    |

### Piloti P-WRC
| Pos | Pilota            | Punti |
| --- | ----------------- | ----- |
| 1   | Benito Guerra     | 62    |
| 2   | Michał Kościuszko | 40    |
| 3   | Valeriy Gorban    | 40    |
| 4   | Nicolás Fuchs     | 36    |
| 5   | Louise Cook       | 26    |
| 6   | Suban Aksa        | 24    |
| 7   | Gianluca Linari   | 22    |
| 8   | Ricardo Triviño   | 15    |
| 9   | Lorenzo Bertelli  | 14    |
| 10  | Marcos Ligato     | 12    |
| 10  | Rodrigo Salgado   | 10    |
| 11  | Ezequiel Campos   | 8     |
| 12  | Ramona Karlsson   | 8     |

### Piloti WRC Academy
| Pos | Pilota                | Punti |
| --- | --------------------- | ----- |
| 1   | Alastair Fisher       | 46    |
| 2   | Elfyn Evans           | 38    |
| 3   | Brendan Reeves        | 35    |
| 4   | Jose Antonio Suarez   | 21    |
| 5   | Timo van der Marel    | 18    |
| 6   | Pontus Tidemand       | 16    |
| 7   | John MacCrone         | 15    |
| 8   | Fredrik Ahlin         | 11    |
| 9   | Christopher Duplessis | 8     |
| 10  | João Silva            | 4     |